# Isn't Anything
Isn't Anything è il primo album discografico del gruppo musicale irlandese My Bloody Valentine, pubblicato nel 1988 dalla Creation Records.

## Descrizione
È il primo LP della band, che fino ad allora, infatti, si era limitata alla pubblicazione di EP. Come già nel EP precedente You Made Me Realise, i brani sono costruiti sul suono ipnotico delle chitarre distorte, suonate con l'uso costante della leva tremolo. Si passa da brani estatici, come Lose My Breath e No More Sorry, a pezzi più aggressivi ma non meno coinvolgenti, come Nothing Much to Lose.
L'album, subito di grande influenza per molte band, ebbe un ottimo riscontro di critica, e portò all'esplosione dello shoegaze.

## Tracce
Tutti i brani sono di Kevin Shields, eccetto dove indicato.
1. Soft as Snow (but Warm Inside) (Shields, Colm Ó Cíosóig) – 2:21
2. Lose My Breath (Bilinda Butcher, Shields) – 3:37
3. Cupid Come (Butcher, Shields) – 4:27
4. (When You Wake) You're Still in a Dream (O'Ciosoig, Shields) – 3:16
5. No More Sorry (Butcher, Shields) – 2:48
6. All I Need – 3:04
7. Feed Me with Your Kiss – 3:54
8. Sueisfine (Shields, O'Ciosoig) – 2:12
9. Several Girls Galore (Butcher, Shields) – 2:21
10. You Never Should – 3:21
11. Nothing Much to Lose – 3:16
12. I Can See It (but I Can't Feel It) – 3:10

## Formazione
- Kevin Shields – chitarra, voce
- Bilinda Butcher – chitarra, voce
- Colm Ó Cíosóig – batteria
- Debbie Googe – basso

## Classifiche
| Classifica (2021) | Posizione massima |
| ----------------- | ----------------- |
| Australia         | 45                |
| Regno Unito       | 22                |